# Atomorbital

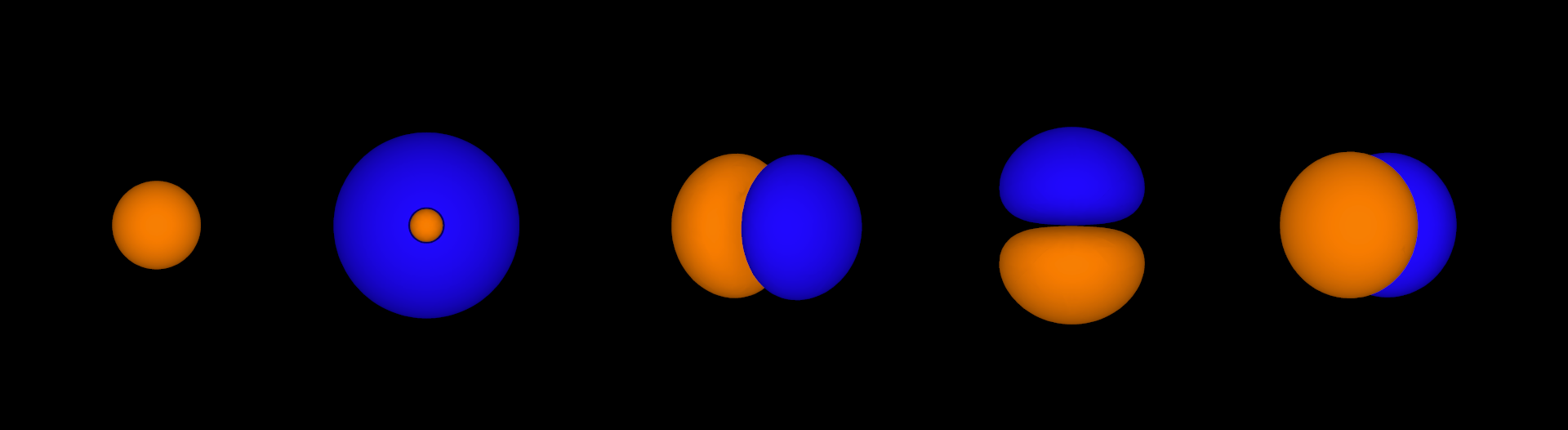
Formen för de första fem orbitalerna är: 1s, 2s, 2p_{x}, 2p_{y}, och 2p_{z}. De två färgerna visar vågfunktionen i varje region.

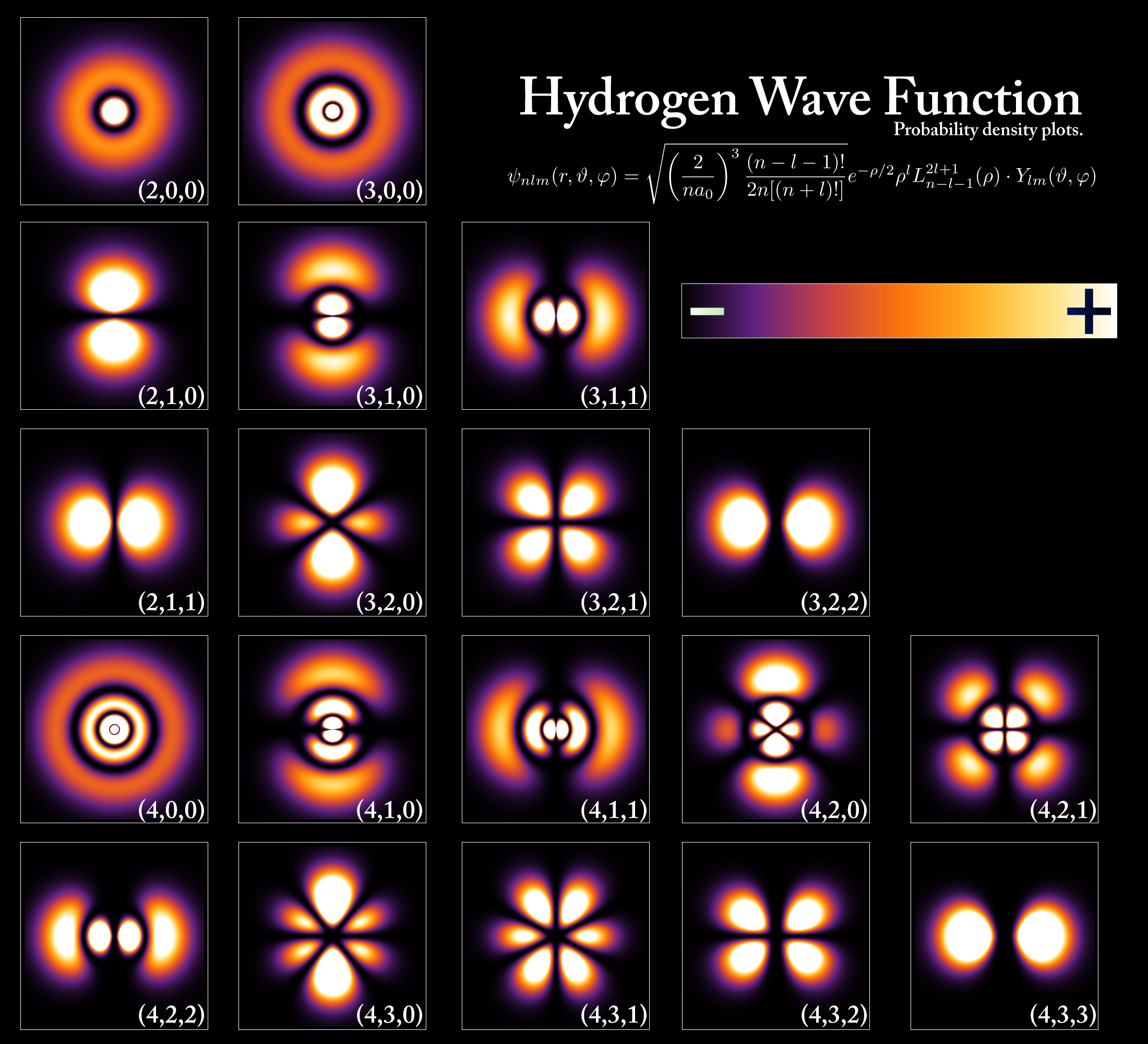
Väteorbitalernas elektrontäthet för huvudkvanttalen n = 2, 3, 4, där vinkeldelen är stående vågor.

En atomorbital är inom kvantmekaniken en vågfunktion för en elektron i en atom. Dessa orbitaler liknar mycket de exakta lösningarna av schrödingerekvationen för väteatomen. Ordet "orbital" ersätter ordet "bana" (engelska: orbit) som användes i Bohrs atommodell och i den halvklassiska gamla kvantmekaniken av Sommerfeld. Istället för en bana som beskriver en partikels rörelse representerar orbitaler en sannolikhetsfördelning för var man vid experiment förväntas finna elektronen. De kan uppfattas som stående vågor.

## Väteorbitaler
För väte med en elektron i det elektriska fältet av en proton har schrödingerekvationen exakta lösningar. Dessa lösningar beskrivs med tre kvanttal, n, l och m. Orbitalernas energi beror i väte endast på huvudkvanttalet n, som motsvarar bohrmodellens atomskal. Man räknar från n = 1, 2, 3, 4, 5, vilket motsvarar skalen K, L, M, N, O.
Kvanttalet l anger elektronens rörelsemängdsmoment. Talet kan anta värden från 0 till n-1. Vågfunktionerna betecknas med bokstäverna s, p, d, f.
När rörelsemängdsmoment har sitt maximala värde vid l=n-1, har vågfunktionen inga radiella noder. Man talar här om cirkulära orbitaler, till exempel 3d- och 4f-orbitalerna. Elektronens sannolikhetstäthet i dessa orbitaler har sitt maximum vid bohrmodellens banradie n²a0. Lägre värden av l motsvarar Sommerfeld-teorins elliptiska orbitaler.
Det tredje kvanttalet m anger rörelsemängdsmomentets komponent parallellt med en vald axel, dess z-komponent. Talet m kan anta alla värden mellan -l och l, på så vis att m är ett heltal. När dess absoluta värde är maximalt för en "cirkulär orbital", ligger cirkelns plan vinkelrätt på z-axeln och har vinkelkomponenten ett antal de Broglie-våglängder lika med n. För m=l och m=-l är detta löpande vågor. En superposition av dessa två medurs och moturs löpande vågor är en stående våg; z-axeln ligger i nodplanen.

## s-orbitaler

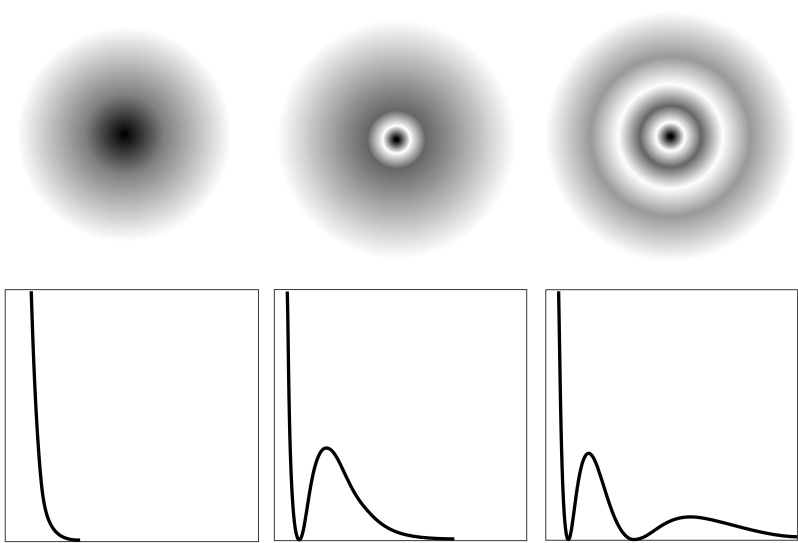
Elektrontäthet av s-tillstånd för n = 1, 2, 3.

För varje värde av huvudkvanttalet finns bara en s-orbital. Vid l=0 finns inget beroende på riktning utan vågfunktionen beror endast på avståndet till kärnan. Vågfunktionen beskrivs helt av den radiella delen, som är en stående våg med noder och antinoder. Endast s-orbitaler har en antinod vid kärnan. Antalet radiella noder (nollgenomgångar) är lika med n-l-1.
I väte och i joner med endast en elektron har alla orbitaler med samma huvudkvanttal samma energi. Det är en konsekvens av att elektronen rör sig i ett fält som är omvänt proportionellt mot avståndet i kvadrat enligt Coulombs lag. Men i atomer med fler elektroner har fältet ett starkare beroende på avståndet från atomkärnan. Vid atomens utsida ger dessa negativt laddade elektroner en stor avskärmning av atomkärnans elektriska fält. Men s-orbitaler har en stor elektrontäthet nära kärnan, där fältet är starkt. Därmed befinner s-elektroner sig i genomsnitt i en djupare potential än elektroner med högre l-kvanttal. Det gör att kalium-atomens 4s-elektron kan ligga lägre i energi än dess cirkulära 3d-orbital. Se vidare artikeln elektronkonfiguration.

## p-orbitaler
För värden av huvudkvanttalet större eller lika med 2 finns tre olika p-orbitaler. Dessa kan skrivas som en produkt av en radiell funktion och klotytefunktioner som beror på två riktningsvinklar.